# Paul de Tour et Taxis
Paul Maximilian Lamoral, prince de Tour et Taxis (en allemand : Paul Maximilian Lamoral Fürst von Thurn und Taxis), né le 27 mai 1843 au château de Donaustauf près de Ratisbonne et décédé le 10 mars 1879 à Cannes, est le troisième enfant de Maximilien Karl, 6e prince de Thurn et Taxis et de sa seconde épouse, la princesse Mathilde Sophie de Oettingen-Oettingen et Oettingen-Spielberg.

## Son amitié avec Louis II de Bavière
À la demande de son père au roi Maximilien II de Bavière, il est nommé le 15 novembre 1861 comme sous-lieutenant dans le 2e régiment d'artillerie de campagne royal bavarois (de) et est affecté, le 1er mai 1863, comme officier d'ordonnance du prince héritier Louis. Louis et Paul deviennent des amis proches, après avoir passé trois semaines ensemble à Berchtesgaden en septembre 1863.
Après l'accession de Louis au trône en 1864, Paul est promu aide de camp personnel du roi. Les deux années suivantes, Paul von Thurn und Taxis devient le plus proche ami et le confident du monarque, qui lui donna le surnom de Fidèle Friedrich :
« Laissez-moi vous assurer que, toujours je favoriserai avec la même sincérité les sentiments de gratitude et d’amour fidèle que je vous porte dans mon cœur. Rappelez-vous de notre amour, votre fidèle, Louis. (Lettre de Louis II à Paul). »
On ne sait pas si cet engouement pour Paul, comme celui pour Richard Wagner, a été sexuellement consommé, mais il y avait des rumeurs à Munich affirmant que Louis était l'amant de son aide de camp. Paul semble avoir tenu un journal, mais comme toutes les archives de la famille Thurn und Taxis à Ratisbonne, il a été détruit.
Dans une lettre envoyée par Paul à Louis de son appartement au Türkenstrasse 82 à Munich, le 5 mai 1866, il écrit : 
« Cher bien-aimé Louis ! Je suis en train de terminer mon journal avec la pensée de ces belles heures que nous avons passées ensemble ce soir-là, il y a une semaine, qui m'ont fait l'homme le plus heureux sur terre ... Ah, Louis, Louis, je vous suis dévoué ! Je ne supportais pas les gens autour de moi ; je me suis assis sans bouger et, dans ma pensée, j'étais avec vous ... Comme mon cœur battait quand, comme je passais devant la Residenz, j'ai vu une lumière à votre fenêtre ».  »
Paul et Louis partagent leur passion pour Richard Wagner et le théâtre. Paul était d'ailleurs doué d'une belle voix et a chanté devant le roi à plusieurs reprises. Wagner a accompagné Paul dans des extraits de l'opéra Lohengrin, à l'occasion du 20e anniversaire du roi le 25 août 1865 à Hohenschwangau. Paul, habillé en Lohengrin portait une armure en argent brillant et était tiré sur le lac par un cygne artificiel. Le paysage entier était illuminé par la lumière électrique.
Après que Richard Wagner est forcé de quitter Munich, le 10 décembre 1865, le prince Paul von Taxis devient un messager discret et un intermédiaire entre Louis et Wagner. Louis avait apparemment  caressé l'idée d'abdiquer afin de suivre son héros en exil, mais Wagner avec l'aide de Paul l'en  dissuade. Louis et Paul séjournent tous deux  incognito à la Villa de Wagner à Tribschen pendant le mois de mai 1866. En utilisant le pseudonyme « Friedrich Melloc », Paul se rend de nouveau à Tribschen, le 6 août 1866, cette fois sans Louis, pour convaincre Wagner de revenir à Munich.
Dans une lettre de Paul à Louis, datée du 7 août 1866, il écrit : 
« Je viens de quitter le cercle intime de nos chers amis (Richard et Cosima Wagner) . Ils se sont  retirés dans la petite et confortable chambre que nous avons partagée quand nous étions ensemble ici ... beau souvenir ! ... Ils vous présentent leurs plus sincères salutations. Que Dieu vous protège et vous garde sur le trône. C'est leur souhait et le mien, parce que seulement alors que nous pourrons atteindre notre idéal élevé. Les résultats de ma mission vous seront rapportés oralement, et je crois que vous les approuverez … Mais maintenant, bonne nuit, dans mes pensées, je vous salue mille fois. Votre sincère et fidèle Friedrich. »
Mais bientôt la relation entre Paul et Louis se détériore. On tente de discréditer, par jalousie sans doute, Paul aux yeux de Louis qui prend comme argent comptant les rumeurs de frivolité concernant Paul.
Les sentiments de Louis pour son ami ont évolué et se sont transformés en un grand amour. Mais Louis est soupçonneux. Il est troublé par des petits faits qu'il amplifie au point de devenir insupportables : un bafouillement, une hésitation, un mauvais choix, un retard, une explication évasive, ... Louis décide de se séparer de son ami, sans lui donner d'explications. Quand il apprend sa disgrâce, Paul envoie quelques lettres poignantes au roi, sans réponse. Une lettre de décembre 1866 est significative : 
« Mon bien-aimé Louis ! Qu'est-ce au nom de tous les Saints à votre Friedrich a  fait contre vous ? Que veut dire cette absence d'écrit , pas de bonne nuit, d'Auf Wiedersehen ? Comment puis-je exprimer ce que je ne peux pas dire, mais ma main tremblante peut vous montrer mon inquiétude intérieure. Je n'ai pas l'intention de vous blesser. Oubliez. Soyez bien à nouveau avec moi. Mais je crains le pire  et je ne supporte pas cela. Que mes mots nous réconcilient. Amen! Pardonnez à votre malheureux Friedrich. »
Après leur rupture définitive, Paul ne verra plus jamais Louis.

## Mariage, rupture avec sa famille et mort
Le 7 novembre 1866, Paul est libéré de ses fonctions d'aide de camp et transféré dans un régiment d'artillerie « en gracieuse reconnaissance des services rendus ». En novembre 1866, il commence à boire sans limites. Un soir d’ivresse, il rencontre une soubrette juive, Elise Kreuzer, de l'Actien-Volkstheater, et passe la nuit avec elle. Quelques semaines plus tard, elle proclame partout qu'il est le père de son enfant à naître.
En janvier 1867, Paul quitte l'armée bavaroise, dans des circonstances particulières qui l'ont ensuite conduit à être accusé de désertion par le ministre de la guerre Siegmund von Pranckh en 1872. En utilisant le pseudonyme de « Rudolphi », Paul s'installe à Wankdorf, près de Berne, en Suisse, avec Elise et leur fils Heinrich, né le 30 juin 1867, et appelé ainsi d'après le prénom du père d'Elise, Heinrich Kreuzer, un chanteur d'opéra célèbre.
Paul apprend que ses parents ont chargé la police bavaroise de le rechercher, afin de le convaincre d'abandonner Elise. Le couple déménage à Mannheim puis à Ludwigshafen en août 1867. En octobre 1867, Paul est engagé avec Elise au théâtre municipal d'Aix-la-Chapelle sous le nom de « Herr von Thurn ».
1867 a été une année très difficile pour la famille Thurn und Taxis. La sœur de Paul, Amalie, meurt le 12 février 1867 à l'âge de 22 ans et son demi-frère, Maximilien Anton Lamoral, Prince Héréditaire de Thurn und Taxis, le 26 juin à l'âge de 36 ans. Avec l'annexion de la ville libre de Francfort-sur-le-Main - où la compagnie Thurn-und-Taxis a son siège - par le royaume de Prusse en 1866, pendant la guerre austro-prussienne, l'ère du monopole postal de la famille Thurn und Taxis se termine le 1er juillet 1867.
En 1868, le prince Paul von Thurn und Taxis est contraint par sa famille d'épouser Elise. À cause de ce mariage morganatique, il est renié par ses parents, dépouillé de tous ses titres, rang et droits de naissance contre une rente annuelle de 6 000 florins. Paul écrit à Louis, sans aucune réponse. À la fin, il supplie le roi de lui donner un titre. Le 19 juin 1868, Louis l'inscrit sur la liste de la noblesse de Bavière comme Herr (Monsieur) Paul von Fels. Cependant, sa requête pour l'attribution d'une noblesse héréditaire lui est refusée, à la demande du ministère bavarois.
En 1869, Paul tente de recontacter Richard Wagner, puis de se réconcilier avec son père. Il lui rend visite avec Elise, le 3 août 1869 au château de Donaustauf, évidemment sans succès. Il devient alors acteur au théâtre de Zurich. C'est là qu'il termine sa carrière d'acteur, après avoir été sifflé sur scène.
Son père meurt le 10 novembre 1871. Sa belle-sœur, Hélène de Thurn und Taxis, devient la cheffe officieuse de la famille jusqu'à ce que son fils, Maximilien Maria, le Prince héréditaire, le devienne le 24 juin 1883. Connu pour ses compétences diplomatiques, elle a essayé de réconcilier Paul avec le roi Louis II. Il aurait retrouvé son nom de famille et serait devenu maréchal du château de Herrenchiemsee et Maître des festivités du roi, mais cette démarche n'a cependant pas abouti pour des raisons inconnues.
En 1877-1878, Elise est la prima donna au théâtre de Fribourg-en-Brisgau. Elle exige de son mari de lancer un bouquet à ses pieds sur la scène à chaque représentation, et obtient de ses amis de faire de même. Peu après, Paul est atteint de tuberculose. Il s'installe avec son épouse à Lugano, mais le mal empire. Elise entame une liaison avec un officier prussien, d'abord en restant dans le même hôtel, puis en s'enfuyant avec lui, laissant son mari, qui avait renoncé à beaucoup pour elle.
Paul von Thurn und Taxis meurt seul à Cannes le 10 mars 1879 à l'âge de 35 ans. Il y est enterré au cimetière du Grand Jas, allée du Silence (n°33), sous le nom de Paul de Fels, où sa tombe est toujours visible.
En 1879, la veuve de Paul - sous le nom de Frau Elisabeth von Fels - rejoint le Théâtre municipal de Lübeck avec Arno Cabisius, qu'elle épouse en 1881. En 1891, Cabisius devient le directeur du Théâtre municipal de Magdeburg qu'il dirige jusqu'à sa mort le 6 mars 1907. Elisabeth Cabisius-Kreuzer reprend la direction pour honorer le contrat de son mari jusqu'à la fin de la saison 1907-1908.
Le sort du fils de Paul, Heinrich von Fels, reste inconnu.

## Divers
- Dans la série TV  Wagner  (1983) avec Richard Burton (Richard Wagner) et Vanessa Redgrave (Cosima Wagner), le prince Paul de Thurn und Taxis (joué par Arthur Denberg) apparaît en Lohengrin sur l'Alpsee et à l'occasion de sa visite à Tribschen avec le roi Louis II en mai 1866.
- Le prince Paul est présenté comme amant du roi Louis II dans les trois volumes de la série de mangas Ludwig II ( Ruutovihi II sei )  de You Higuri, publié par Kadokawa Shoten.
- Le prince Paul (Hermann Pröll) apparaît furtivement dans le film Ludwig, requiem pour un roi vierge (Ludwig, Requiem für einen jungfräulichen König, 1972) de Hans-Jürgen Syberberg.

## Sources de traduction
- (de) Cet article est partiellement ou en totalité issu de l’article de Wikipédia en allemand intitulé « Paul von Thurn und Taxis » (voir la liste des auteurs).